# 317 aC
El 317 aC va ser un any del calendari romà prejulià. A la República i a l'Imperi Romà es coneixia com l'Any del consolat de Bàrbula i Brut (o també any 437 ab urbe condita o de la Fundació de Roma). La denominació «317 aC» per a aquest any s'ha emprat des de l'edat mitjana, quan el calendari Anno Domini va ser el mètode prevalent a Europa per a anomenar els anys.

## Esdeveniments

### Antiga Grècia. Els diàdocs
- Olímpia, mare d'Alexandre el Gran i aliada de Polipercont, fa matar ama Filip III Arrideu, germanastre d'Alexandre i obliga la seva dona Eurídice a suïcidar-se.[2]
- Alexandre IV de Macedònia, fill d'Alexandre el Gran i de Roxana, és proclamat rei de Macedònia sota la tutela d'Olímpia, que havia induït al rei Eàcides de l'Epir a aliar-se amb Polipercont i restaurar a Alexandre.[3]
- Demetri de Falèron, orador i polític, és nomenat arcont a Atenes, ciutat que havia ocupat Cassandre, perquè era amic i seguidor de Foció, mort l'any anterior.[4]
- Antígon Monoftalm lluita contra Èumenes de Càrdia a Pèrsia i Mèdia, amb victòries imprecises per part dels dos bàndols. Finalment Antígon el venç.[5]

### Antiga Roma
- Aquest any són elegits cònsols Quint Emili Bàrbula i Gai Juni Bubulc Brut.[6][7]
- La ciutat de Teate, a la Pulla, envia una delegació per fer la pau amb Roma. Teate reconeixr la sobirania romana. Bubulc ocupa Forentum a Lucània i avança per la regió. Bàrbula ocupa la ciutat de Nerulum per sorpresa, i l'Apúlia sencera queda sota domini romà.[8]